# محمد الغزواني مفتاح
محمد بن الغزواني مفتاح (1942 - 9 مارس 2022)، هو أستاذ وكاتب ومفكر مغربي، ولد في الدار البيضاء. تخصص في فكر المغرب الإسلامي والتصوف والمناهج النقدية القديمة والمعاصرة. وكان أستاذا في جامعة محمد الخامس بالرباط.

## حياته العلمية والعملية
حصل على الإجازة في الأدب العربي عام 1966، وعلى شهادتي الدراسات اللغوية والأدبية المقارنة والكفاءة في التربية وعلم النفس عام 1967، ثم حصل على دكتوراه السلك الثالث عام 1974، ودكتوراه الدولة في الآداب عام 1981.
عمل الأستاذ الدكتور مفتاح بالتدريس في جامعة الرباط منذ عام 1971، ونال رتبة الأستاذية في عام 1981. وقام بتدريس وحدة “أساليب الكتابة في المغرب الإسلامي”، ووحدة “النقد والبلاغة الجديدة” لطلاب الدراسات العليا، وأشرف على أطروحات جامعية، وألقى دروساً افتتاحية عديدة بالجامعات المغربية، كما ألقى عدّة دروس ومحاضرات في كليات الآداب بجامعة صفاقس، وجامعة الملك سعود بالرياض بالمملكة العربية السعودية، وجامعة نواكشوط بموريتانيا، ودُعي أستاذاً زائراً بجامعة برنستون بالولايات المتحدة الأمريكية.

## من مؤلفاته
```
وله مؤلَّفات عدةَّ، منها:
```

- جمع وتحقيق لصنع ديوان للسان الدين بن الخطيب السلماني الأندلسي» عام 1989،
- «الخطاب الصوفي مقاربة وظيفية» (عام 1997).
- «في سيمياء الشعر القديم» (عام 1982).
- «التلقي والتأويل مقاربة نسقية» (عام 1994).
- «مفاهيم موسعة لنظرية شعرية» (عام 2010).

## جوائز
حاز الدكتور محمَّد مفتاح على عدة جوائز أهمها:
- جائزة الملك فيصل العالمية عام 2016 (اللغة العربية والأدب).
- جائزة الشيخ زايد للكتاب عام 2011. (عن كتاب "مفاهيم موسعة لنظرية شعرية (اللغة-الموسيقى-الحركة)).
- جائزة الشبكة العربية للتسامح عام 2010.
- جائزة سلطان بن علي العويس عام 2004.
- جائزة المغرب للكتاب عام 1995.
- جائزة صدام حسين للعلوم والآداب والفنون عام 1989.
- «جائزة المغرب الكبرى للكتاب في الآداب والفنون» عام 1987.

## وفاته
توفي يوم الأربعاء 9 مارس 2022، عن عمر يناهز 80 سنة.

## وصلات خارجية
- (فيديو): الدكتور محمد بن الغزواني مفتاح يتحدث عن نفسه
- مقالات محمد مفتاح الغزواني